# Gestão do armazém

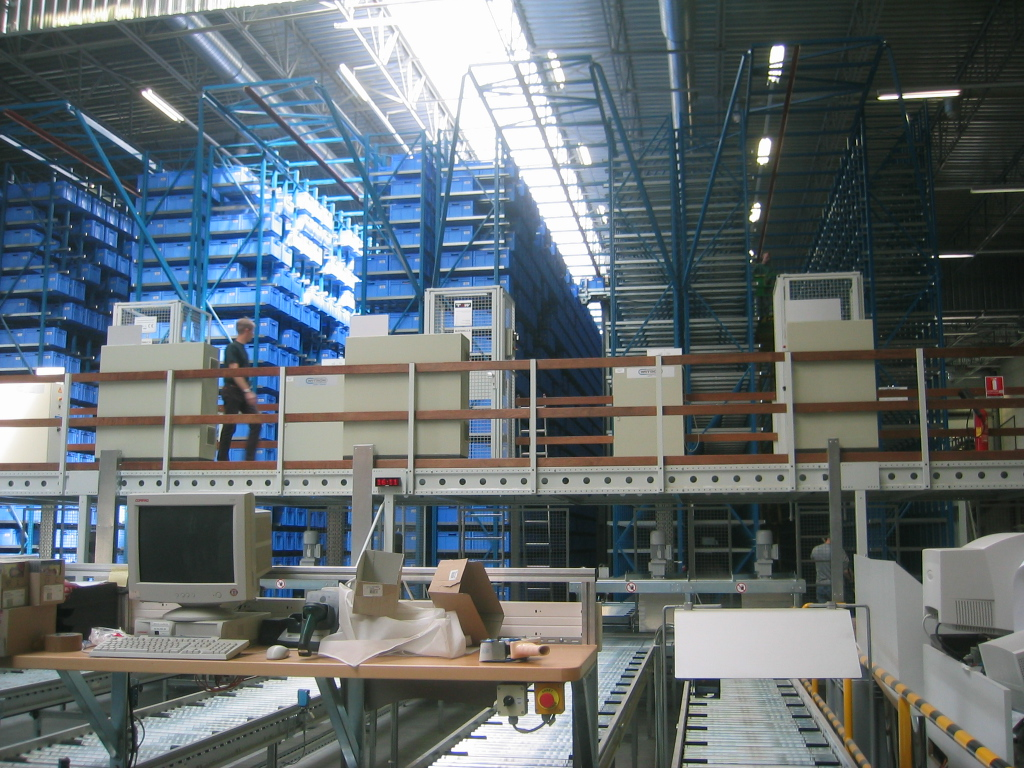
Armazém de mercadorias

A gestão do armazém está diretamente relacionada com o processo de transferência de produtos para os clientes finais, e têm em conta aspectos como a mão-de-obra, o espaço, as condições do armazém e fundamentalmente um local onde se maximiza o espaço de armazenagem (Gestão, 2007). Podemos considerar ainda a gestão do armazém, como um dos pilares da logística, não só devido ao seu verdadeiro valor material, mas ainda pelo facto de existir um grande fosso entre a falta de organização e carência de melhorias no processo com as reais necessidades das empresas. Por outras palavras, é durante este processo que se verificam pequenos ciclos de vida dos materiais/produtos e em prol da crescente necessidade de reabastecimentos rápidos (quick response/continuous replenishment), a armazenagem necessita de uma constante racionalização e, consequente diminuição. Esta representa um inconveniente na sustentação da empresa, pois caso surja uma acumulação de stocks, a empresa vê comprometida a sua liquidez, podendo a empresa iniciar um ciclo de endividamento a médio e longo prazo (Carvalho, 1996, p. 224) joao de sousa.

## Gestão eficaz
A gestão eficaz traduz-se na diminuição da armazenagem e consequentemente na diminuição de stocks, sendo natural que os locais de armazenagem se tornem maiores (espaço físico), muito embora se reduzam em número e apresentem-se mais centrais. Assim, deve-se reduzir o número de dias de stock para os materiais/produtos que fluem num determinado pipeline logístico reduzam drasticamente o tempo origem-destino. Paralelamente deve-se alcançar uma maior rotação dos materiais/produtos, facilitar o seu manuseamento, apostar na criação de condições de acesso e automatização e por fim conseguir reduzir o número de paragens (Carvalho, 1996, p. 224).

## Técnicas de gestão
São conhecidas algumas técnicas para uma adequada gestão do armazém, sendo estas fulcrais na criação de um armazém moderno, eficiente e racional ao serviço das atividades logísticas. Senão veja-se (Dias, 2005, p. 190):
- Conectar fornecedores e clientes através de SI/TI atualizados, numa harmoniosa partilha de informação, de forma a existir um rápido aprovisionamento e consequentemente uma entrega rápida;
- Minimizar stocks, promovendo circuitos com o mínimo de percursos em vazio, ou seja, uma movimentação non-stop;
- Aperfeiçoar o sistema de transportes, tendendo este para o just-in-time na cadeia de abastecimento;
- Aproveitar ao máximos os recursos existentes, calendarizando e planeado as operações a curto prazo, para uma gestão mais eficaz a médio prazo;
- Reduzir continuamente leads-times em todo o pipeline logístico, de forma a eliminar stocks. Reduzir ao máximo o inventário que não se encontra em movimento, de forma a evitar a sua armazenagem e respectivos custos;
- Eliminar os tempos de setup e encomenda, já que estes se tornam responsáveis pelo aumento não desejado dos volumes encomendados.

Para além destes aspectos, o armazém deve assegurar a comodidade dos trabalhadores, ter condições de manutenção/substituição dos equipamentos e dos próprios inventários, ter condições para assegurar a temperatura adequada aos diversos produtos e estar munido com certas características e equipamentos específicos de forma a realizar operações como a rotulagem, empacotamento e despacho. Ainda poderá realizar operações de postponement ou personalização do produto, caso o cliente o pretenda, e assim ganhar vantagem competitiva no mercado.

## Tecnologia
Existem inúmeras empresas de logística que promovem a gestão de armazéns, cedendo espaços para aluguer e sistemas de informação designados por WMS (Warehouse Management System), os quais permitem optimizar operações de armazenagem como: recepção, inspeção, stocks, embalagem, carregamento, handling, entre outros. Estão disponíveis no mercado sistemas de WMS, que incluem operações automatizadas, com base em código de barras (Dias, 2005, p. 190).

## Classificações profissionais
De acordo com a Classificação Nacional das Profissões, as tarefas do empregado de armazém consistem em (Classificação, 2001):
- Organizar e controlar a entrada e saída de mercadorias e efetuar os respectivos registros;
- Efetuar inventários de existências, verificar mercadorias transacionadas e fazer os pedidos necessários à renovação de "stocks";
- Receber, conferir, registar a entrada e saída, armazenar e proceder à entrega de produtos, matérias-primas, mercadorias, equipamentos e outros artigos;
- Executar outras tarefas similares;
- Gerir outros trabalhadores.

As profissões que se inserem neste grupo são (Classificação, 2001):
- Empregado de Serviços de Expedição e Recepção de Mercadorias

este deve controlar a entrada e saída de mercadorias. Controla as datas, os horários, as tarifas e os meios de transporte da mercadoria a expandir. Assegura toda a documentação relacionada com o transporte da mercadoria, assegurando a entrega das mesmas aos seus destinatários.
- Ecónomo

o ecônomo tem como tarefa a aquisição dos materiais e posteriormente a armazenagem, conservação e distribuição dos mesmos. Ele recebe informações acerca do material e determina a quantidade necessária para o funcionamento da unidade principal. Ele deve possuir a capacidade de contactar os fornecedores e fazer as encomendas necessárias consoante as suas previsões. Deve verificar a qualidade e quantidade das matérias-primas, bom como gerir toda a arrumação e zelar pela conservação das mesmas. É responsável pela atualização dos ficheiros de entradas e saídas e têm de justificar eventuais discrepâncias entre o inventário e as existências registadas. Por fim é responsável pela resolução de problemas técnicos em todo o armazém como canalizações, instalações eléctricas entre outros.
- Fiel de armazém

o fiel do armazém tem como funções receber, entregar e zelar pelo bom estado das matérias-primas ou materiais acabados. É responsável pela verificação de mercadorias recebidas ou expedidas bem como a respectiva documentação, registando eventuais acidentes. Confere e entrega produtos pedidos pelos vários sectores. Verifica os níveis de existências e têm autonomia para fazer encomendas de modo a repor o stock. Orienta se necessário as diversas movimentações (carga, descarga, arrumação, entre outras).
- Encarregado do armazém

o encarregado do armazém deve controlar todo armazém bem como coordenar as tarefas do Fiel do armazém e dos restantes operadores com vista ao seu adequado desempenho. É responsável pelas encomendas ou pedidos efetuados, pela atualização dos registos das existências e deve assegurar os níveis de stocks. Deve ainda tomar decisões referentes à arrumação e conservação de materiais, maquinaria e produtos acabados. Ainda possui conhecimentos para controlar as atividades de diversos armazéns o que implica um cargo de maiores responsabilidades.
- Outros Empregados de Aprovisionamento e Armazém

aqui estão incluídos os empregados de armazém que não foram considerados anteriormente.